# John Brocklehurst (cầu thủ bóng đá)
John Fletcher Brocklehurst (15 tháng 12 năm 1927 – 2005) ở Horwich, Lancashire, Anh, là một cầu thủ bóng đá người Anh thi đấu ở vị trí wing half ở Football League. Ông cũng thi đấu cho Wigan Athletic tại Lancashire Combination, có 3 lần ra sân tại mùa giải 1956–57.